# Joseph Schnetz
Joseph Schnetz (* 28. November 1873 in Wien; † 2. August 1952 in Günzburg) war ein deutscher Gymnasiallehrer. Er gilt als einer der bedeutendsten Namenforscher im deutschsprachigen Raum.
Schnetz studierte an der Universität München Klassische Philologie und Sprachwissenschaft. Nach seiner Promotion arbeitete er als Oberstudienrat an dem bayerischen Gymnasium in Lohr am Main. Spätestens ab dem Jahr 1912/13 führte Josef Schnetz den Titel eines königlichen Gymnasialprofessors. Seine nachhaltigsten Leistungen erreichte er jedoch außerhalb seines Berufs. 1925 gründete er mit der Zeitschrift für Ortsnamenforschung die erste Fachzeitschrift dieser Art in Deutschland. Sechs Jahre später übernahm er den Vorsitz des Verbandes für Orts- und Flurnamenforschung in Bayern e. V.
Für seine Leistungen auf dem Gebiet der Onomastik wurde Schnetz 1933 zum Honorarprofessor an der Universität München ernannt. Nach Ende des Zweiten Weltkriegs arbeitete er als Lehrbeauftragter an der Philosophisch-Theologischen Hochschule in Dillingen an der Donau.

## Veröffentlichungen (Auswahl)
- Das Lar-Problem, mit besonderer Berücksichtigung der unterfränkischen Lohrorte am Main, Josef Schnetz, Kgl. humanistisches Gymnasium Lohr a. Main, für das Schuljahr 1912/1913, Hrsg.: J. M Richter’s Kgl. Bayer. Hofbuchdruckerei, Würzburg
- Ältere Geschichte von Neustadt am Main, Josef Schnetz, Programm des Gymnasiums Lohr 1913/1914, Würzburg, 1914
- Zeitschrift für Ortsnamenforschung. Band II, Heft 1-3. München und Berlin, Oldenbourg 1926-1927 264 S.
- Flurnamenkunde (= Bayerische Heimatforschung. Heft 5). München 1952; 2. Auflage ebenda 1963.